# مات تريبوفيتش
اللواء البحري ماثيو جون تريبوفيتش (بالإنجليزية: Matthew John Tripovich)‏ (ولد في 4 يناير 1956) ضابط كبير متقاعد من البحرية الملكية الأسترالية. شغل منصب رئيس مجموعة تنمية القدرات من عام 2007 حتى تقاعده في أكتوبر 2010.

## النشأة
ولد ماثيو جون تريبوفيتش في 4 يناير 1956 في سيمور في ولاية فيكتوريا. في سن الثامنة عشرة من عمره انضم إلى كلية البحرية الملكية الأسترالية في خليج جيرفيس في يناير 1974.

## المسيرة العسكرية
كضابط صغير تريبوفيتش خدم في السفن دوتشيس وملبورن وديامانتينا وفينديتا وأسيل وتورينز وهوبارت. أنهى دورة ضابط الحرب البحرية الملكية في عام 1984 وتخصص في الحرب المضادة للطائرات وعاد إلى أستراليا للعمل كمدير التوجيه على متن السفينة سيدني.
في يناير 1986 انضم تريبوفيتش إلى مديرية متطلبات المستعملين البحريين في المقر الرئيسي للبحرية في أستراليا وتم ترقيته إلى قائد ملازم في يوليو 1986. عاد إلى البحر في مايو 1987 كموظف توجيه وكبير موظفي الحروب ومسؤول العمليات في السفينة بريسبان. عين كموظف توجيه الأسطول على موظفي قائد بحرية أستراليا في ديسمبر 1988. منح تريبوفيتش رئيس البحرية الثناء في ذلك العام.
فيما يتعلق بالترقية إلى القائد في مايو 1990 انضم مجددا إلى السفينة بريسبان بوصفه موظفا تنفيذيا وشهد خدمة نشطة أثناء الأعمال العدائية في حرب الخليج الثانية من 1990 إلى 1991. حصل على صليب الخدمة المتقاطع لخدمته خلال نشر السفينة.
ترأس برنامج نولكا للذخائر النشيطة في البحرية خلال الفترة من 1992 إلى 1993 ودرس في كلية موظفي الخدمات المشتركة في النصف الأول من عام 1994. تولى قيادة السفينة كانبيرا في الفترة من سبتمبر 1994 إلى مايو 1996 ثم كان ضابط الأركان لرئيس قوة الدفاع حتى أغسطس 1997.
بعد الترقية إلى نقيب بحري أصبح تريبوفيتش مدير تطوير القتال البحري في مقر قوة الدفاع الأسترالية في كانبيرا. عاد إلى البحر في يوليو 1999 وتولى قيادة السفينة أنزاك وشهد مرة أخرى خدمة نشطة أثناء عمليات القوة الدولية في تيمور الشرقية قبالة تيمور الشرقية في وقت لاحق من ذلك العام.
تم ترقيته إلى عميد بحري في أبريل 2001 وتم تعيينه المدير العام للقدرة البحرية والأداء والخطط في مقر البحرية. انضم مرة أخرى إلى الأسطول كعميد بحري للأسطول في يونيو 2002 وقاد مجموعة الأسطول الأسترالي للتدريب البحري التي منح رئيس قوة الدفاع عن إسهامه الجماعي في إعداد قوات لمجموعة واسعة من العمليات في العالم الحقيقي خلال فترة ولايته. كما قاد القوة المشتركة القابلة للانتشار (البحرية) التي وفرت موظفي القيادة المنتشرين لمعظم التمارين الرئيسية والعمليات العالمية الحقيقية التي شاركت فيها البحرية الملكية الأسترالية بما في ذلك العمليات في الشرق الأوسط وجزر سليمان.
في فبراير 2004 انتقل إلى الشاطئ وأصبح المدير العام للبحرية وتدريب الموظفين في مقر البحرية. تمت ترقيته إلى أدميرال خلفي في 1 يوليو 2005 وأصبح رئيس أنظمة القدرة في مقر الدفاع الأسترالي. في عيد ميلاد الملكة ضمن تكريمات عام 2005 تم تعيينه عضوا في أمر أستراليا لل«خدمة الاستثنائية للبحرية الملكية الأسترالية» في التعيينات الثلاثة التي كان يحملها كعميد بحري.
في 28 سبتمبر 2007 تمت ترقية تريبوفيتش إلى لواء بحري وعين في منصب رئيس مجموعة تنمية القدرات الرئيسية. نتيجة ل«خدمته المتميزة» في هذا المنصب و«نظم القدرة» تمت ترقيته إلى ضابط في نقابة أستراليا في يونيو 2010. تنازل عن هذا المنصب في أكتوبر 2010 عند التقاعد من قوات الدفاع الأسترالية.

## الحياة الشخصية
تريبوفيتش حاصل على دبلوم الدراسات العليا في الدراسات الاستراتيجية وهو خريج المعهد الأسترالي لدورة إدارة الشركات وهو زميل في المعهد الأسترالي لمديري الشركات وهو خريج برنامج الإدارة المتقدمة في جامعة هارفارد لإدارة الأعمال وعضو في خريجي كلية الأعمال في جامعة هارفارد.
تزوج تريبوفيتش زوجته فاي في 30 أغسطس 1980. الزوجان لهما ابن دانيال وابنة كيت. يركب هارلي-ديفيدسون وهو صياد متحمس ويستمتع بالرسم بالألوان المائية. تريبوفيتش عضو في فرع كانبيرا من نادي الكومنولث ورابطة ضباط الحرب البحريين في أستراليا وإرث كانبيرا.